# Telefon Ridge
Telefon Ridge ist ein Gebirgskamm von maximal 265 m Höhe auf Deception Island in den Südlichen Shetlandinseln. Er ragt westlich der Telefon Bay auf.
Das UK Antarctic Place-Names Committee benannte ihn 1959 in Verbindung mit der gleichnamigen Bucht nach der SS Telefon, einem im Jahr 1900 erbauten Lastendampfer unter norwegischer Flagge, der 1908 auf ein Riff vor King George Island lief.